# Yun Mi-jin
Yun Mi-jin (* 30. April 1983 in Daejeon) ist eine südkoreanische Bogenschützin. Sie gewann jeweils drei Goldmedaillen bei Olympischen Spielen und Weltmeisterschaften.

## Karriere
Bei den Olympischen Sommerspielen 2000 in Sydney gewann Yun Mi-jin die Goldmedaille im Mannschaftswettbewerb und im Einzel. Drei Jahre später bei den Weltmeisterschaften in New York City konnte sie ebenfalls die Titel im Einzel und im Mannschaftswettbewerb erringen. Yun Mi-jin wurde bei den Olympischen Sommerspielen 2004 in Athen zum zweiten Mal Olympiasiegerin im Mannschaftswettbewerb. Im Einzel unterlag sie der für Chinesisch Taipeh antretenden Yuan Shu-chi im Viertelfinale und konnte insgesamt nur den fünften Platz erreichen. Bei den Weltmeisterschaften 2005 in Madrid und den Asienspielen 2006 in Doha gewann Yun Mi-jin jeweils Gold mit der Mannschaft.